# Шімеджі

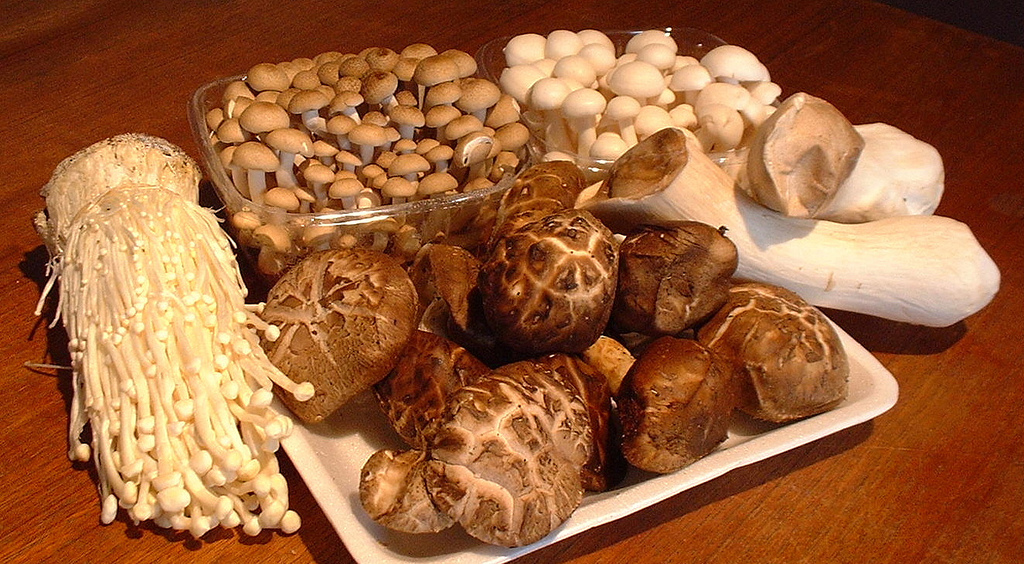
Японські популярні гриби, за годинниковою стрілкою зліва, енокітаке, буна-шімеджі, бунапі-шімеджі, ерінги та шиітаке (спереду).

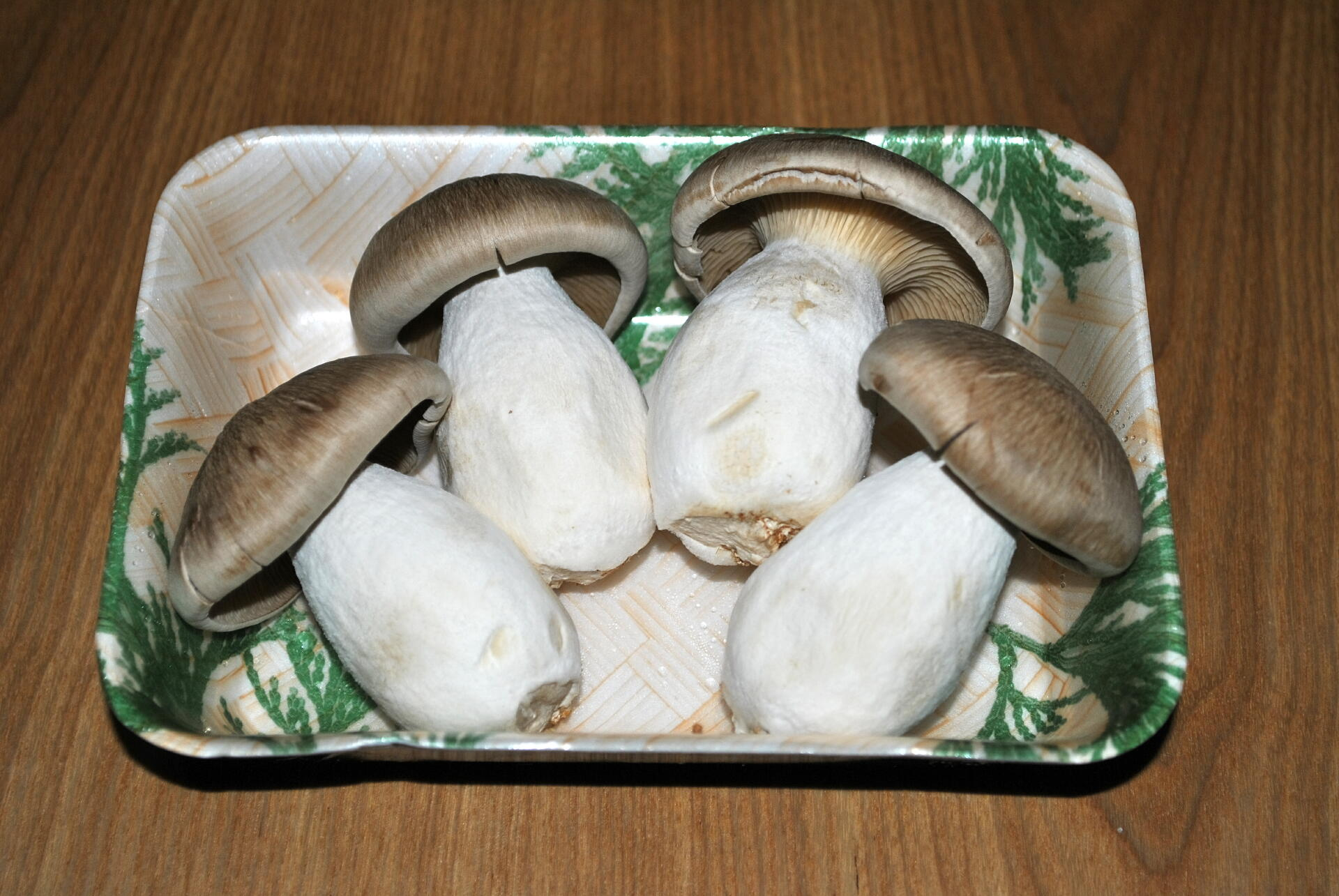
Ліофіллум шимеджі

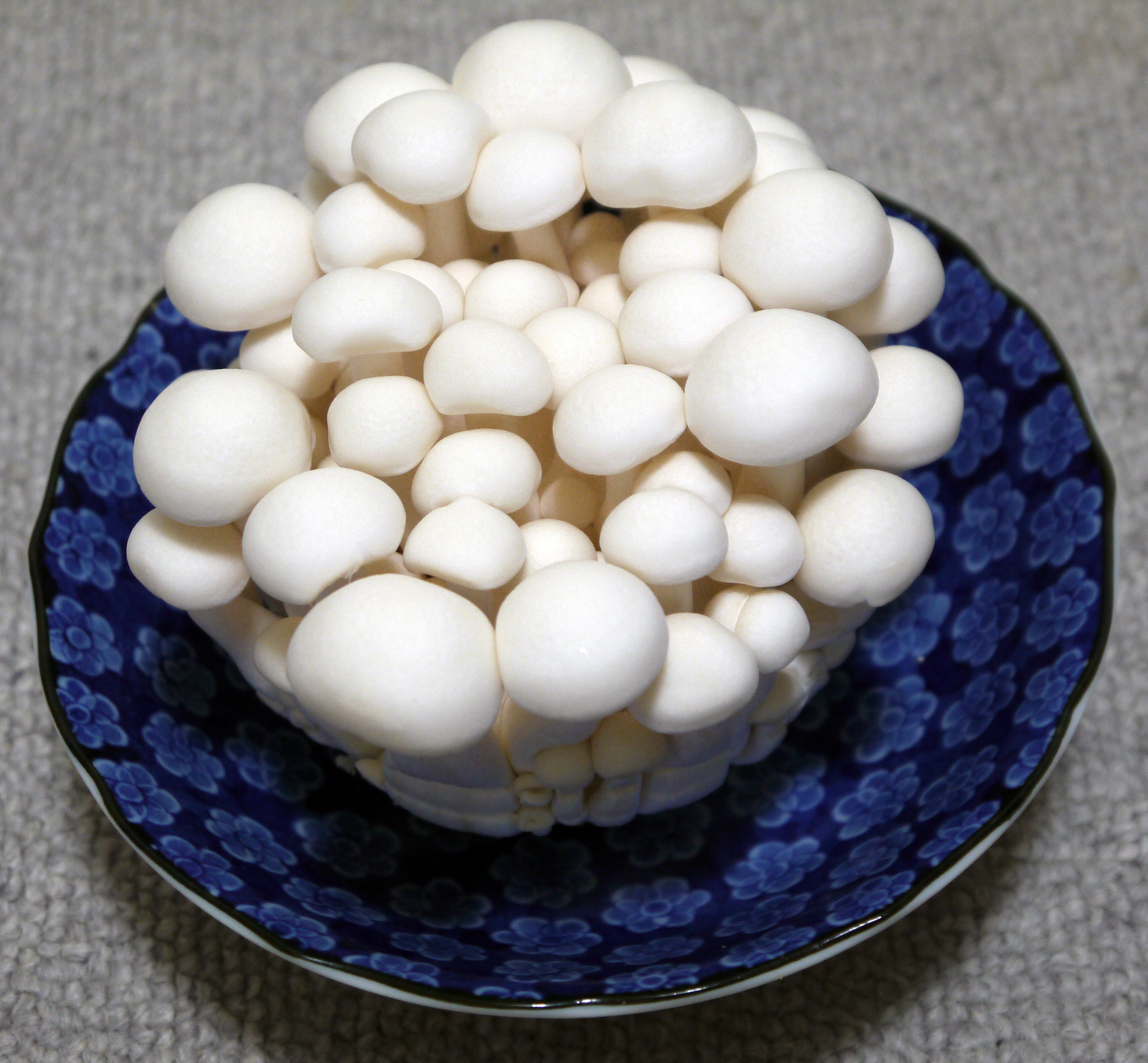
Бунапі (розробник Hokuto Corporation)

Шімеджі ( япон .シメジ,占地або湿地) — група їстівних грибів, що походять зі Східної Азії, але зустрічаються також у північній Європі.  Хон-шімеджі ( Lyophyllum shimeji ) є мікоризним грибом, і його важко культивувати. Інші види є сапротрофами, а буна-шімеджі (Hypsizygus tesselatus) зараз широко культивується. Шімеджі багатий сполуками зі смаком умамі, такими як гуанілова кислота, глутамінова кислота та аспарагінова кислота. 

## Види
Кілька видів продаються як гриби шимеджі. Усі сапротрофи, крім Lyophyllum shimeji .
Мікоризні
- Хон-шімеджі (ホンシメジ), Lyophyllum shimeji

Методи вирощування були запатентовані декількома групами, такими як Takara Bio  і Yamasa , а культивується хон-шімеджі кількома виробниками в Японії.   
Сапротрофні
- Буна-шімеджі (ブナシメジ, буковий shimeji), Hypsizygus tessellatus.

Hypsizygus marmoreus є синонімом Hypsizygus tessellatus. Вирощування бун-шімеджі було вперше запатентовано компанією Takara Shuzo Co., Ltd. у 1972 році, а виробництво почалося в 1973 році в Японії.  Зараз кілька порід широко культивуються та продаються на ринках у свіжому вигляді.
- Бунапі-шімеджі (ブナピー)

Бунапі було відібрано з УФ-опромінених буна-сімедзі («хокуто №8» х «хокуто №12»), і корпорація Хокуто зареєструвала породу як «хокуто широ №1».
- Хатаке-шімеджі (ハタケシメジ), Lyophyllum decastes
- Сіротамогідаке (シロタモギダケ), Hypsizygus ulmarius

Ці два види також продавалися як hon-shimeji .
- Оксамитовий піоппіно (китайська:茶樹菇/茶树菇), Agrocybe aegerita

## Кулінарія
Шімеджі слід завжди готувати: сирими гриби не найкраще подавати через гіркуватий смак, але гіркота повністю зникає під час варіння. Варені гриби мають приємну, тверду, злегка хрустку консистенцію та легкий горіховий смак. При варінні також цей гриб легше засвоюється. Він добре поєднується зі смаженою їжею, як-от смажені овочі, а також з дичиною чи морепродуктами.  Також його можна використовувати в супах, рагу та соусах. При окремому приготуванні гриби шимедзі можна пасерувати цілими, включаючи ніжку або ніжку (зрізавши лише самий кінець), використовуючи більш високу температуру, або їх можна повільно смажити при низькій температурі з невеликою кількістю масла або олії. Шімеджі використовується в супах, набе і такікомі гохан. 